# Фариг, Маттиас
Маттиас Фариг (нем. Matthias Fahrig; 15 декабря 1985, Виттенберг, ГДР) — немецкий гимнаст. Двукратный бронзовый призёр чемпионата мира в командном первенстве, чемпион Европы 2010 года в вольных упражнениях.

## Карьера
На Летних Олимпийских играх 2004 года занял 8-е место.
На Чемпионате Европы 2007 года в Амстердаме занял 3-е место в вольных упражнениях. В 2009, на Чемпионате Европы в Милане, занял в вольных упражнениях уже 2-е место, тогда же стал бронзовым призёром в опорном прыжке.
На Чемпионате Европы 2010 года в Бирмингеме стал чемпионом в вольных упражнениях, набрав 15,650 баллов, а также серебряным призёром в опорном прыжке.